# Teatro Kursaal
Teatro Kursaal var et teater i den schweiziske by Lugano. Her blev der afholdt det første Eurovision Song Contest nogensinde i 1956.
| Kunst og kultur | Spire Denne artikel om scenekunst og teater er en spire som bør udbygges. Du er velkommen til at hjælpe Wikipedia ved at udvide den. |

46°00′14″N 8°57′18″Ø / 46.004°N 8.955°Ø